# 台湾小吃
台湾小吃（たいわんシャオチー）は、台湾で食されている「小吃」。台湾を代表する食文化であり、定番のB級グルメである。

## 概要
台湾における庶民の食べ物であると共に「台湾美食」の核心とされる。
飲食店や屋台で食する中華料理の一品料理である。安価な値段で提供されていることが多く、量も1人分ほど、食べ歩き可能な料理も多い。食事や軽食として以外にも、小腹が空いた際のおやつ感覚でも食されている。
市街にはさまざまな小吃を提供する店が点在している。中華料理だけではなく、サンドイッチ（三明治）も台湾小吃として注目を集めている。

## 歴史
「台湾小吃」として注目を集めるようになったのは1990年代以降であり、2000年代に入ると「台湾小吃」は台湾の食文化を代表する記号として認識されるようになった。
「台湾小吃」は台湾政府、研究者、メディア、美食ライターなどが一体となって取り上げることで、徐々にその輪郭が鮮明になっていった。
2000年以降には「国宴」にも、台湾の原住民料理や客家料理と共に台湾小吃が提供されるようになった。

## 代表例
台湾の夜市や屋台で販売されているローカルフードが台湾小吃の代表格である。
麺類

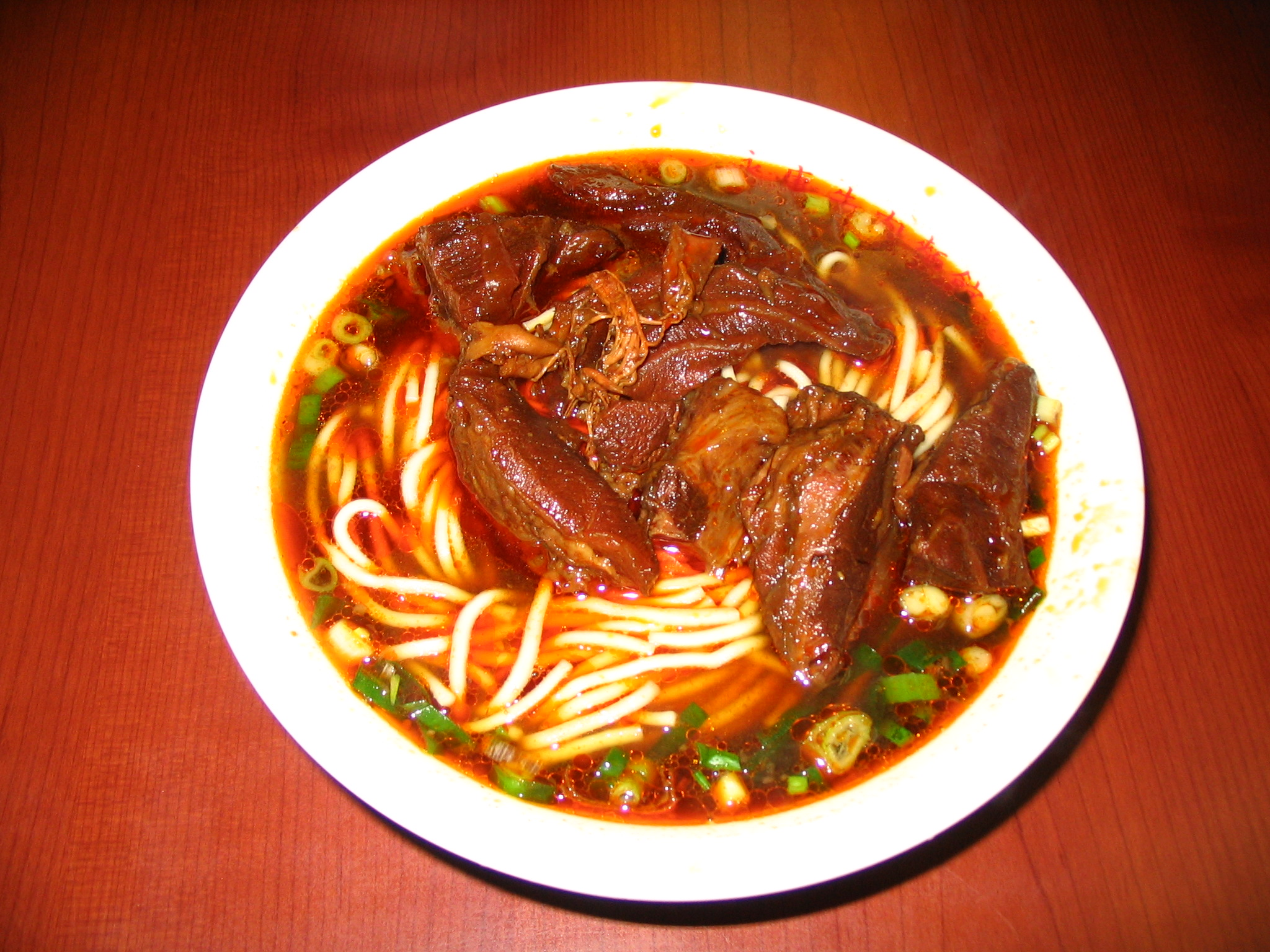
牛肉麺
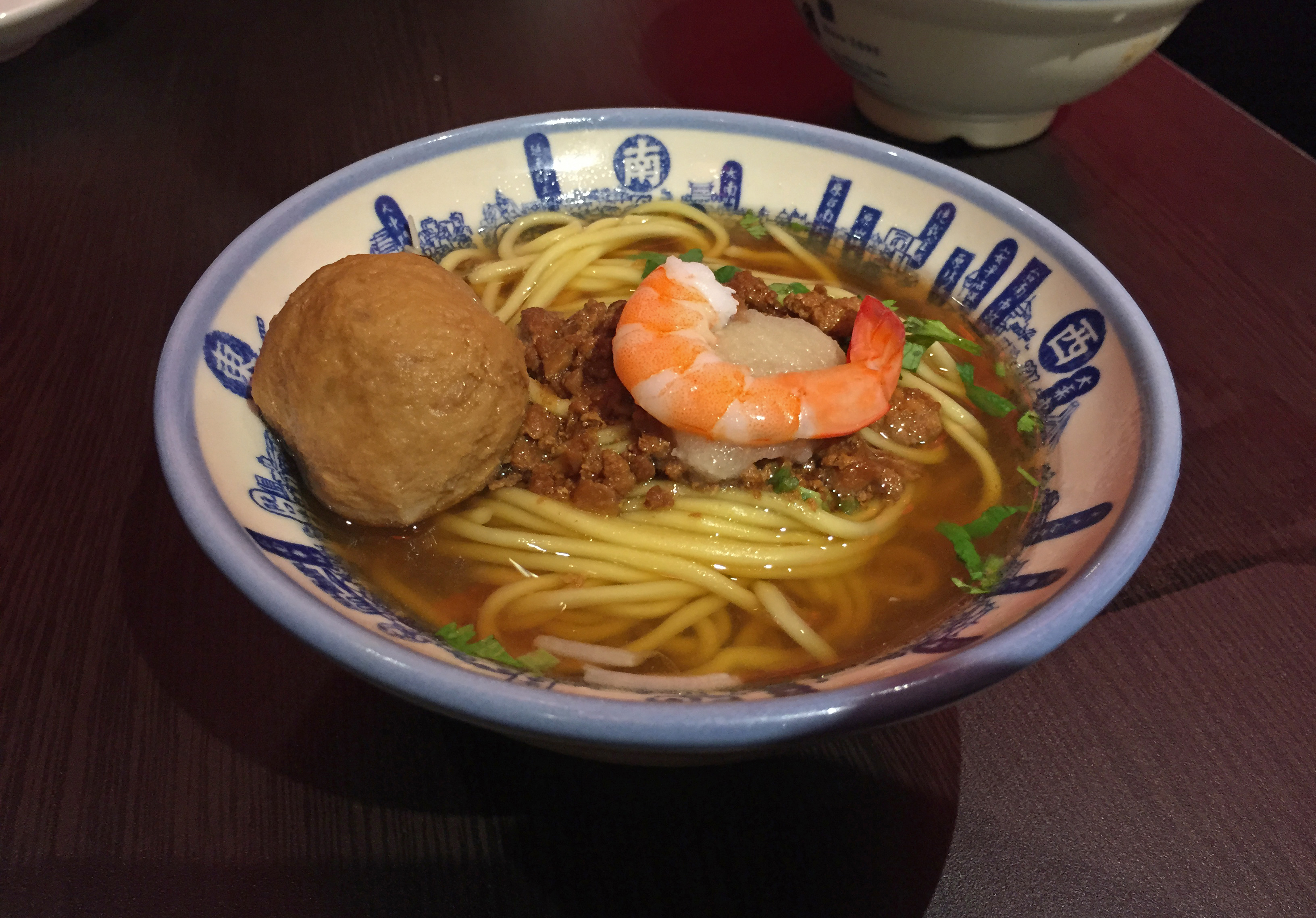
担仔麺
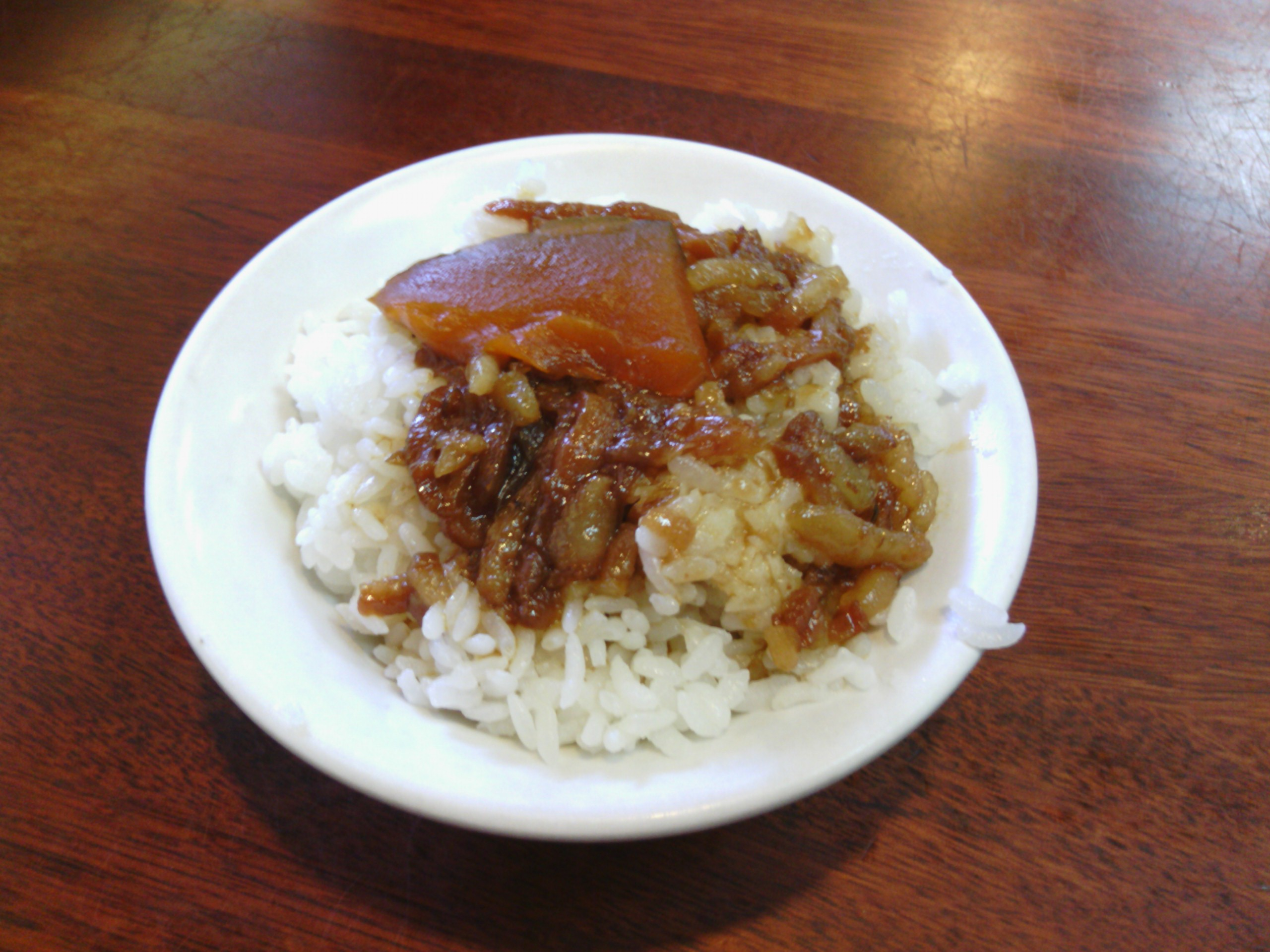
滷肉飯
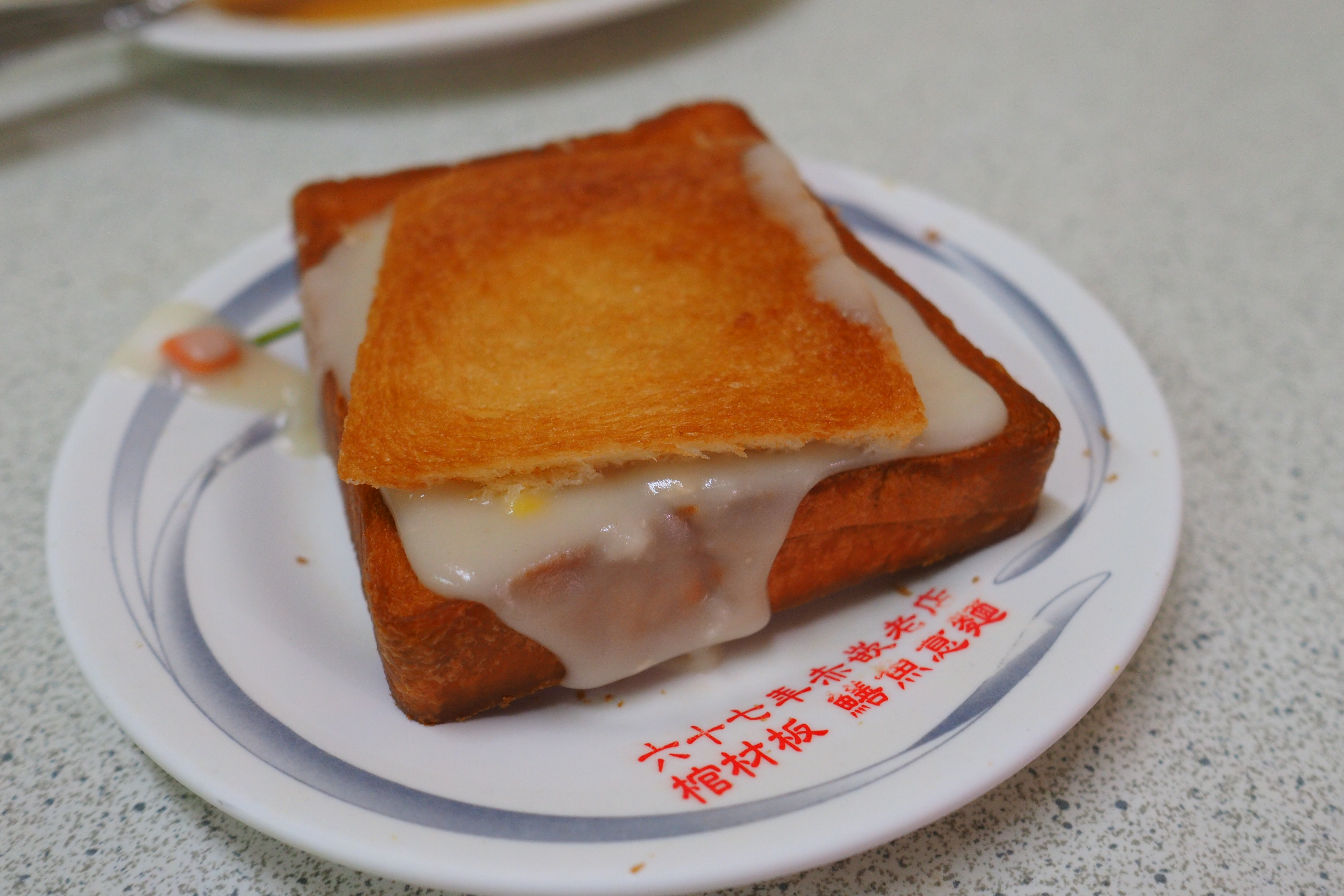
棺材板
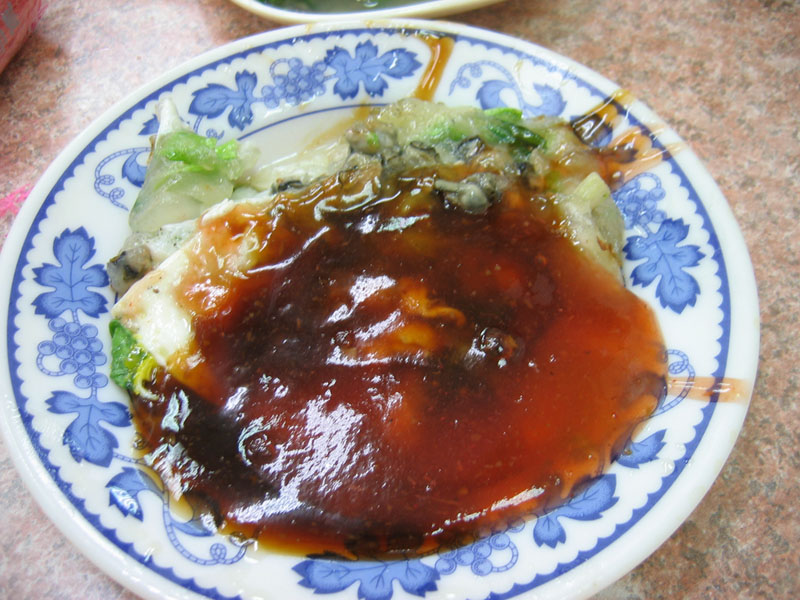
蚵仔煎

飯物
- 滷肉飯

餅類
- 棺材板

包子

その他
- 蚵仔煎

- 牛肉麵
- 担仔麺
- 滷肉飯
- 棺材板
- 蚵仔煎